# Mate Rimac
Mate Rimac (prononcé en bosniaque, croate, monténégrin et serbe : [mǎːte rǐːmats]), né le 12 février 1988, est un innovateur croate, entrepreneur, et fondateur de la société croate d'hypercar électriques Rimac Automobili et de Greyp Bikes, une entreprise spécialisée dans les vélos électriques high-tech qui a annoncé en 2025 la cessation de son activité.

## Biographie

### Enfance, formation et débuts
Mate Rimac est né à Livno, en Bosnie-Herzégovine en 1988 de Zdenka et Ivan Rimac. Alors que la guerre en ex-Yougoslavie éclatait en 1991 et que son lieu de naissance était touché par la guerre, la famille de Rimac a déménagé à Francfort, en Allemagne, à l'âge de trois ans. Mate Rimac a vécu en Allemagne jusqu'en 2000, date à laquelle il a déménagé, avec sa famille, à Samobor, en Croatie, où son père a fondé une société immobilière.
Dès son plus jeune âge, Mate Rimac se passionne pour l’innovation. Lorsque sa famille a quitté l’Allemagne pour aller en Croatie, il ne cache pas avoir connu des difficultés d’adaptation et scolaires. Il est victime de harcèlement à cause de son accent bosniaque et de sa maîtrise imparfaite du croate. Mais il est fasciné par les voitures et la technologie, et travaille à ses propres projets dans le garage de ses parents. Au lycée, le professeur (et futur mentor) de Mate Rimac, Ivan Vlainić, le convainc de participer à un concours local d’électronique. Mate Rimac y participe sans grand espoir au vu de ses résultats scolaires, mais décroche finalement le premier prix. Il concourt ensuite au niveau national, où il obtient à nouveau la première place, ce qui le mène à représenter la Croatie à des concours mondiaux d’électronique et d’innovation.
En 2005, il construit un dispositif qui remplace le clavier et la souris d’un ordinateur par un gant, qu’il baptise l’iGlove. Peu de temps après, Mate Rimac a inventé un système de rétroviseurs pour éviter les angles morts, appelé Active Mirror System, qui a été récompensé au salon international IENA 2006 à Nuremberg, en Allemagne. À 17 ans, Mate Rimac a déposé deux brevets internationaux pour ses inventions. Mate Rimac a remporté de nombreux prix dans des concours internationaux d'électronique et d'innovation avant d'avoir 18 ans - en Corée du Sud, en Allemagne, en Belgique, en Suisse, en Malaisie et en Croatie. Mate Rimac a fréquenté l'Université des Sciences Appliquées VERN à partir de 2007. Il a obtenu un baccalauréat en gestion entrepreneuriale en 2010.

### Carrière
À l'âge de 18 ans en 2006, Mate Rimac a acheté une BMW E30 323i 1984 et l'a pilotée. Après l'explosion du moteur à essence au cours d'une course, il a décidé de transformer la voiture en une voiture électrique. Il a travaillé sur la voiture dans le garage de ses parents à Samobor et en a acheté des pièces sur Internet. Ce fut le fondement de la société automobile qu'il a créée en 2007.
Au cours de ses années de lycée, Mate Rimac s'est démarqué en remportant  des concours locaux, nationaux et internationaux pour l'électronique et l'innovation. À 19 ans, Mate Rimac convertit dans son garage une vieille BMW série 3 de 1984 en une voiture électrique  qui bat plusieurs records du monde dans son segment de véhicules, avant de créer en 2011, en partant de rien, sa première supercar 100 % électrique, baptisée Concept One, alors qu’il n’a que 23 ans.
Sa société, Rimac Automobili, qui accueille ses premiers salariés en 2011, n’a fait que s’agrandir et comptait, en 2020, plus de 900 employés, attirant des investisseurs phares du secteur comme Porsche AG, Hyundai-Kia et le groupe Camel, l’un des plus grands fabricants asiatiques de batteries. En plus de développer et de construire ses propres hypercars électriques, Mate Rimac propose des technologies et des systèmes automobiles électriques aux grandes marques de l’industrie automobile. La société Rimac collabore actuellement avec Porsche, Hyundai, Kia, Renault, Jaguar, Aston Martin, SEAT, Koenigsegg et Automobili Pininfarina, ou fabrique des pièces pour ces marques. Les premières livraisons du second modèle de Rimac, dessiné, conçu et construit dans les usines de la marque, et baptisé Nevera, sont prévues en 2021.
M. Rimac est fier d’être croate et s’est toujours refusé à déménager sa société hors de son pays, déclarant que son objectif est d’attirer les constructeurs automobiles en Croatie,. Motor Trend a classé M. Rimac 9e de leur liste des plus importants acteurs de l’industrie automobile, le magazine Forbes a inclus, en 2017, Mate Rimac dans son Top 30 Under 30, liste des 30 entrepreneurs de moins de 30 ans les plus prometteurs au monde. M. Rimac a également reçu la distinction d’Entrepreneur croate de l’année en 2017 par EY Hrvatska (Ernst&Young Croatie)

## Entrepreneuriat

### Rimac Automobili

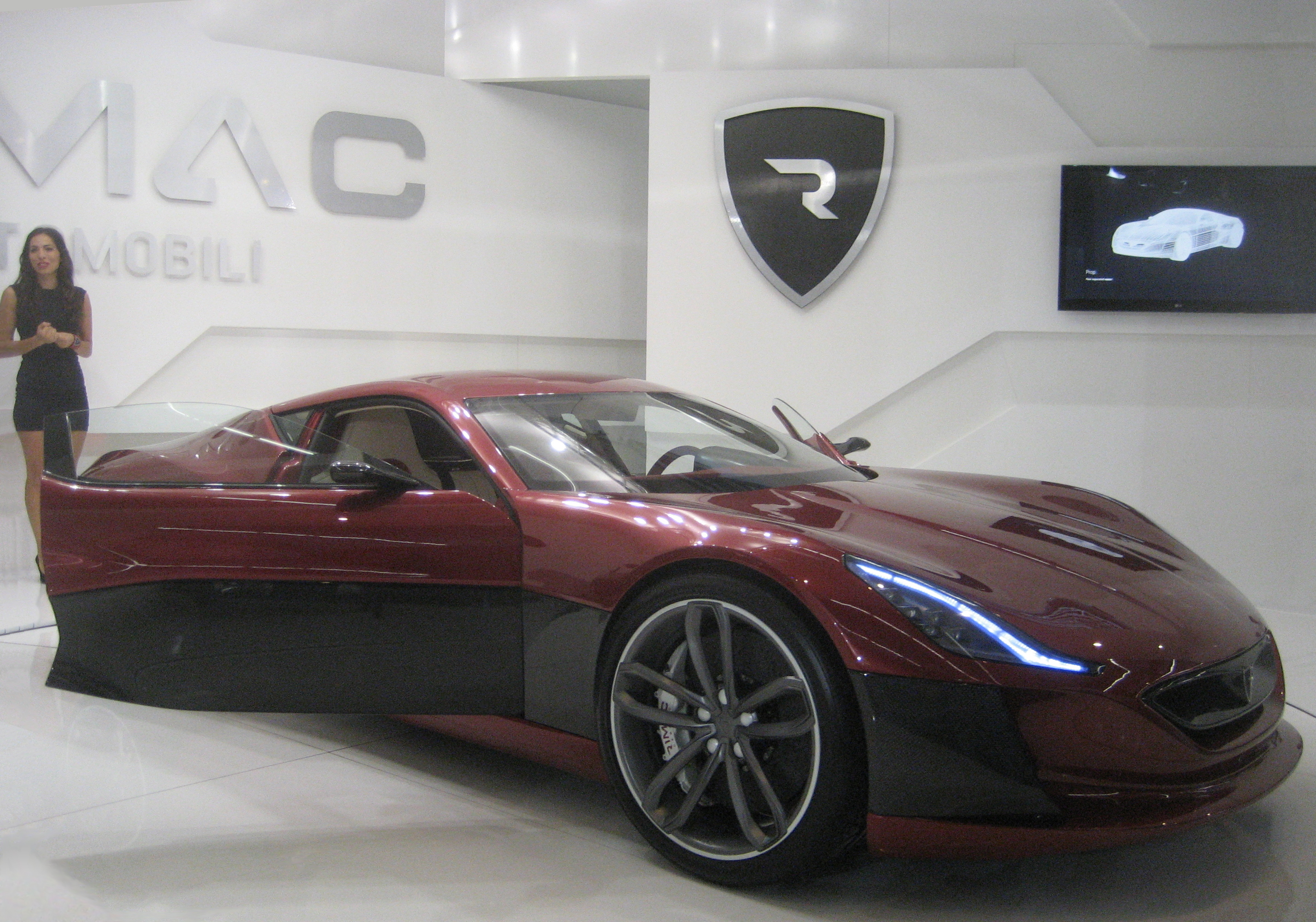
Rimac Concept One au salon de l'automobile de Francfort 2011.

En 2009, Mate Rimac a fondé la société de fabrication automobile Rimac Automobili à Sveta Nedelja près de Zagreb. La voiture électrique Rimac Concept One, la première conçue et fabriquée par Rimac Automobili, a été présentée au salon de Francfort en 2011. La voiture comprenait les 24 innovations brevetées de la société. Elle a été décrite comme la première supercar électrique au monde.

### Greyp Bikes
En 2015, Mate Rimac a fondé Greyp Bikes, société sœur de Rimac Automobili, avec l’objectif de fabriquer des vélos électriques hautes performances avec lesquels il « vise à changer le monde ».
Greyp, qui commercialise actuellement une gamme de vélos électriques, a remporté un prix de l’innovation du design pour sa technologie. Le Module central d’intelligence du vélo et l’eSim permettent au vélo d’être toujours connecté, tandis qu’une application partenaire propose la navigation, le suivi de l’activité physique et l’analyse des données. Tous les vélos électriques équipés de la technologie Greyp peuvent communiquer entre eux, créant un lien entre l’utilisation du vélo dans la vraie vie et le monde virtuel.
La gamme Greyp comprend actuellement le mountain bike G6, mais elle s’étoffera bientôt pour inclure une gamme de vélos électriques urbains et de trekking.
- 2014 Ordre de Danica Hrvatska avec le visage de Nikola Tesla [23]
- Entrepreneur de l'année 2017 d'EY en Croatie (mars 2018) [3]
- Top 30 du magazine Forbes 2017 de moins de 30 ans [21]